# Grzegorz Daukszewicz
Grzegorz Daukszewicz (ur. 21 lutego 1985 w Warszawie) – polski aktor.
W 2010 na XXVIII Festiwalu Szkół Teatralnych w Łodzi zdobył nagrodę firmy Opus Film dla „najbardziej obiektywnego aktora”.

## Rodzina i edukacja
Urodził się i dorastał w Warszawie. Pochodzi z rodziny o tradycjach artystycznych. Jego matka, Małgorzata Janina Kreczmar (1953–2006), była córką pary aktorskiej – Jana Kreczmara (1908–1972) i Justyny z domu Karpińskiej (1918–2008). Jego ojciec, Krzysztof Antoni Daukszewicz, jest satyrykiem, pisarzem i kompozytorem. Ma przyrodnią siostrę Sylwię oraz dwóch braci – Aleksandra (ur. 1990) i Krzysztofa. Jego wujkowie byli także artystami – brat matki Adam Kreczmar zasłynął jako poeta, a siostrzeniec dziadka ze strony matki – Zbigniew Zapasiewicz – był aktorem.
W dzieciństwie był zamknięty w sobie. Marzył, by zostać psychologiem, weterynarzem i policjantem. Jako nastolatek lubił zespół Metallica, a jedną z jego pasji była gra na gitarze akustycznej. Podczas pobytu na Wyspach Kanaryjskich, odkrył w sobie zapał do surfingu.
Przez rok studiował psychologię kliniczną w SWPS. W 2010 został absolwentem Akademii Teatralnej im. Aleksandra Zelwerowicza w Warszawie.

## Kariera
W 2009 zadebiutował na scenie w roli Sergiusza w Sztuce bez tytułu, wystawianej na deskach Teatru Współczesnego, z którym współpracuje od 2010. W 2010 na XXVIII Festiwalu Szkół Teatralnych w Łodzi zdobył nagrodę firmy Opus Film dla „najbardziej obiektywnego aktora”. Brał udział w realizacjach Teatru Telewizji, m.in. jako Sergiusz w Sztuce bez tytułu (2010) w reż. Agnieszki Glińskiej i Grabiec w Balladynie (2021) Juliusza Słowackiego w reż. Wojciecha Adamczyka. W Teatrze Polskiego Radia zagrał postać oficera Marcellusa w słuchowisku na podstawie tragedii Williama Szekspira Hamlet (2016) w reż. Anny Wieczur-Bluszcz. Wystąpił w roli księdza Welsha, alkoholika próbującego uratować grzeszne dusze bohaterów, w premierowej sztuce Samotny zachód (2019) autorstwa irlandzkiego dramatopisarza Martina McDonagha w reż. Eugeniusza Korina na scenie Teatru 6. piętro oraz jako Greg Sanderson w komediowym horrorze Petera Colleya Wrócę przed północą (I’ll Be Back Before Midnight!) w reż. Marcina Sławińskiego z Anną Karczmarczyk w Teatrze Kwadrat. Zagrał detektywa Goddarda w komedii kryminalnej Jacka Popplewella Lily (2020 w reż. Krystyny Jandy w Och-Teatrze.
Wystąpił w roli dziennikarza w dwóch odcinkach serialu komediowego Roberta Wichrowskiego Wiadomości z drugiej ręki (2011). W latach 2012–2018 wcielał się w doktora Adama Krajewskiego, brata Falkowicza (Michał Żebrowski), w serialu TVP2 Na dobre i na złe. Wystąpił gościnnie w serialach: Ślad (2018), Ojciec Mateusz (2019), Młody Piłsudski (2019) i Pierwsza miłość (2021). Zagrał w teledysku do piosenki Ani Dąbrowskej „Ktoś inny” (2022) w reż. Olgi Czyżykiewicz.

## Spektakle teatralne
- 2009: Chopin w Ameryce
- 2009: Bóg mówi słowo
- 2010: Sztuka bez tytułu jako Sergiusz
- 2010: Opowieści Lasku Wiedeńskiego jako Zauberkönig
- 2010: Pan Jowialski jako Ludmir
- 2011: Gran Operita jako Władek
- 2012: Hamlet jako Rozenkranc
- 2012: Sąd Ostateczny jako Ferdynand
- 2016: Leśmian jako on sam

## Filmografia
- 2009: Desperant (etiuda szkolna) – desperant
- 2009: Synowie – klient (odc. 12)
- 2009: Akademia – student (odc. 2)
- 2010: Sztuka bez tytułu (spektakl telewizyjny) – Sergiusz
- 2011: Wiadomości z drugiej ręki – dziennikarz (odc. 14, 16)
- 2012: Prawo Agaty – pracownik firmy Janowskiego (odc. 25)
- 2012-2018: Na dobre i na złe – doktor Adam Krajewski
- 2012: Barwy szczęścia – dziennikarz Arnold Konarski (odc. 718, 722)
- 2013: Przedtem, potem – chłopak przed komputerem
- 2013: Jutro cię usłyszę (etiuda szkolna) – Przemek
- 2013: Hotel 52 – Marcin, mąż Matyldy (odc. 91)
- 2014: Miasto 44 – Miki
- 2014: Czas honoru. Powstanie – Twardy (odc. 4-8)
- 2015: Skazane – Tomasz Adamski, kierownik klubu sportowego (odc. 9-10, 12)
- 2016: Semper Fidelis – chłopak
- 2017: Volta – asystent Piotr
- 2018: Ślad – Marek Zacharczuk (odc. 32)
- 2019: Ojciec Mateusz – Błażej Chyży (odc. 286)
- 2019: Młody Piłsudski – Aleksander Prystor (odc. 11-13)
- 2021: Miłość do kwadratu – asystent reżysera
- 2021: Pierwsza miłość (serial telewizyjny) – Wojciech Adamczyk, brat Marcina
- 2023: Uwierz w Mikołaja — Mikołaj